# Madam Secretary
Madam Secretary è una serie televisiva statunitense trasmessa dal 21 settembre 2014 all'8 dicembre 2019 sul network CBS per sei stagioni.
In Italia la serie è stata trasmessa in prima visione assoluta su Rai 2 dal 5 settembre 2016.

## Trama
La serie segue le vicende di Elizabeth McCord, ex docente di scienze politiche all'Università della Virginia, nonché ex analista della CIA, nominata Segretario di Stato dal Presidente degli Stati Uniti, dopo la morte, in un incidente aereo dagli aspetti poco chiari, del suo predecessore. La donna ed il suo staff si vedono quindi impegnati a destreggiarsi in complicati negoziati sia di politica interna che estera, non esitando ad infrangere il protocollo quando necessario.

## Episodi
| Stagione         | Episodi | Prima TV USA | Prima TV Italia |
| ---------------- | ------- | ------------ | --------------- |
| Prima stagione   | 22      | 2014-2015    | 2016            |
| Seconda stagione | 23      | 2015-2016    | 2016            |
| Terza stagione   | 23      | 2016-2017    | 2018            |
| Quarta stagione  | 22      | 2017-2018    | 2018            |
| Quinta stagione  | 20      | 2018-2019    | 2019            |
| Sesta stagione   | 10      | 2019         | 2020            |

## Personaggi e interpreti

### Personaggi principali
- Elizabeth McCord (stagione 1-6), interpretata da Téa Leoni, doppiata da Claudia Catani.
È il nuovo Segretario di Stato degli Stati Uniti d'America, è stata analista della CIA per 20 anni prima di diventare docente di scienze politiche all'università della Virginia, era sottoposta all'ex direttore dell'agenzia di spionaggio Conrad Dalton che è stato poi eletto presidente degli stati uniti e che le offre l'incarico al dipartimento di stato per rimpiazzare il suo predecessore morto in un incidente d'auto. Nella sesta stagione diviene Presidente degli Stati Uniti d'America
- Henry McCord (stagione 1-6), interpretato da Timothy Daly, doppiato da Massimo Rossi.
È il marito di Elizabeth, ex pilota dei marines durante la prima guerra del Golfo, é un insegnante di teologia e morale presso il War College delle forze armate USA, viene ingaggiato dalla CIA per le sue abilità e messo al comando di un'unita speciale dell'agenzia.
- Russell Jackson (stagione 1-6), interpretato da Željko Ivanek, doppiato da Mauro Gravina.
È il Capo di gabinetto della Casa Bianca.
- Nadine Tolliver (stagione 1-3, guest stagione 4), interpretata da Bebe Neuwirth.
È il Capo dello staff del Dipartimento di Stato. Lascia l'incarico per seguire il nipotino in arrivo e viene sostituita da Jay Whitman.
- Matt Mahoney (stagione 1-6), interpretato da Geoffrey Arend.
È il collaboratore di Elizabeth che aiuta a scrivere i discorsi.
- Daisy Grant (stagione 1-6), interpretata da Patina Miller, doppiata da Rachele Paolelli.
È l'addetta alle relazioni con la stampa.
- Blake Moran (stagione 1-6), interpretato da Erich Bergen, doppiato da Dimitri Winter.
È l'assistente di Elizabeth, successivamente ha una promozione e diventa vice consigliere politico.
- Jason McCord (stagione 1-6), interpretato da Evan Roe.
È il figlio di Elizabeth e Henry.
- Allison McCord (stagione 1-6), interpretata da Katherine Herzer.
È la figlia di Elizabeth e Henry.
- Stephanie "Stevie" McCord (stagione 1-6), interpretata da Wallis Currie-Wood.
È la figlia maggiore di Elizabeth.
- Presidente Conrad Dalton (stagione 1-6), interpretato da Keith Carradine.
È il Presidente degli Stati Uniti d'America. Tenente dei marines durante la guerra del Vietnam, diventa poi direttore della CIA nel periodo in cui Elizabeth lavora in quest'ultima, si assicura poi la nomination repubblicana per la campagna presidenziale venendo eletto per un primo mandato alla Casa Bianca, al momento della sua rielezione alla presidenza deve correre come indipendente per divergenze con la leadership repubblicana riuscendo a venir eletto per un secondo mandato, mantiene Elisabeth McCord nel ruolo di segretario di stato anche durante il suo secondo mandato.
- Jay Whitman (stagione 1-6), interpretato da Sebastian Arcelus.
È il consigliere politico nello staff di Elizabeth. Viene sostituito da Kat Sandoval quando lui diventa il Capo dello Staff del segretario McCord.
- Kat Sandoval (stagione 4-6), interpretata da Sara Ramírez.
È il nuovo consigliere politico nello staff di Elizabeth.

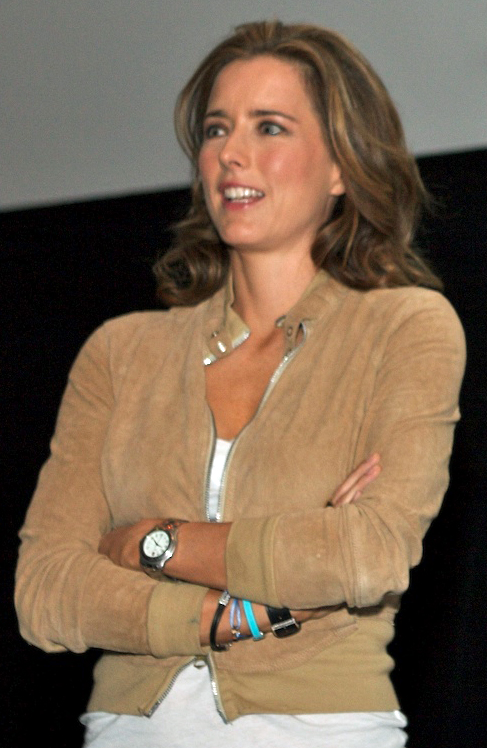
Téa Leoni interpreta Elizabeth McCord
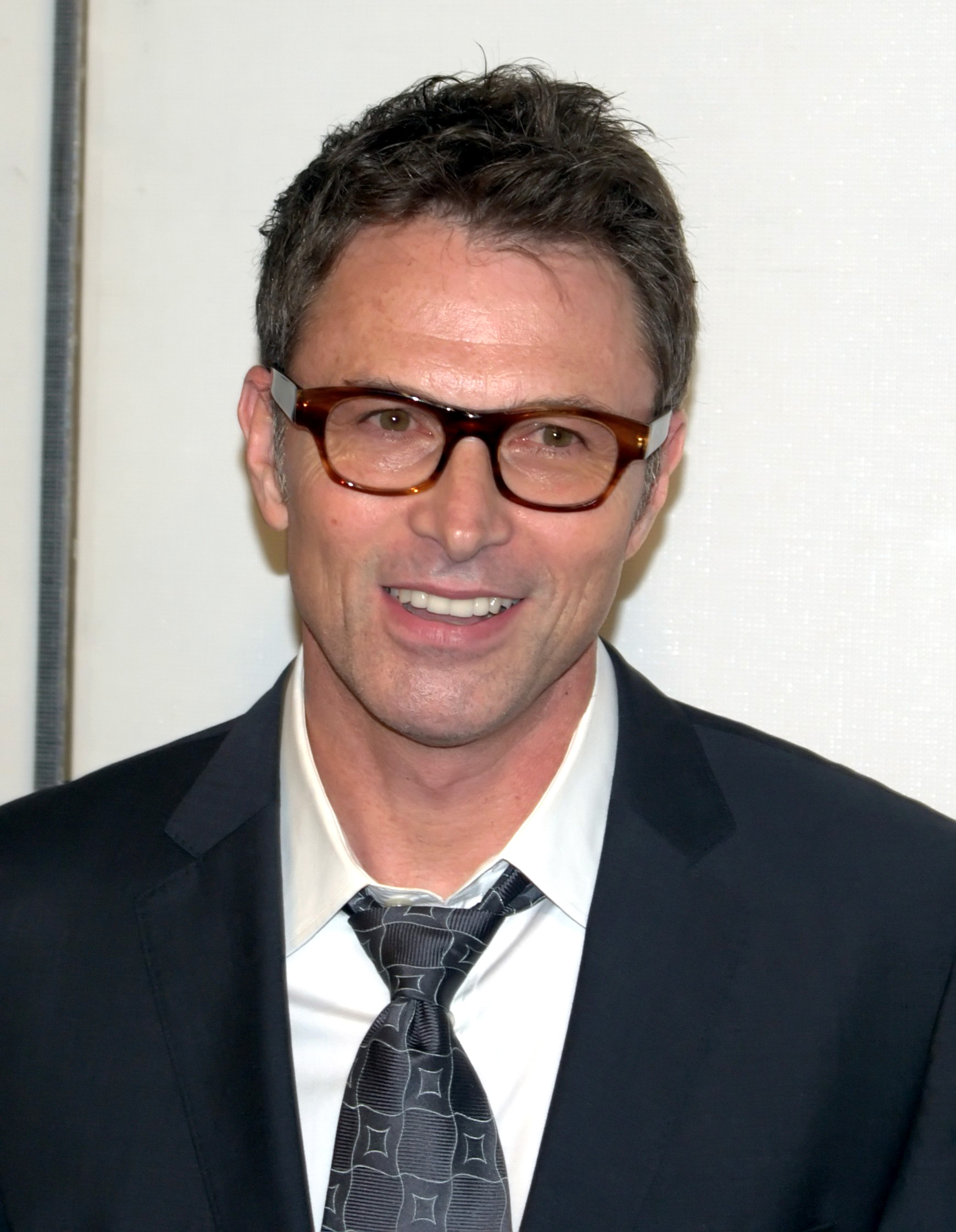
Tim Daly interpreta Henry McCord
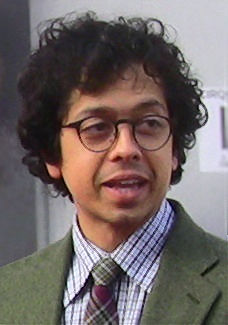
Geoffrey Arend interpreta Matt Mahoney
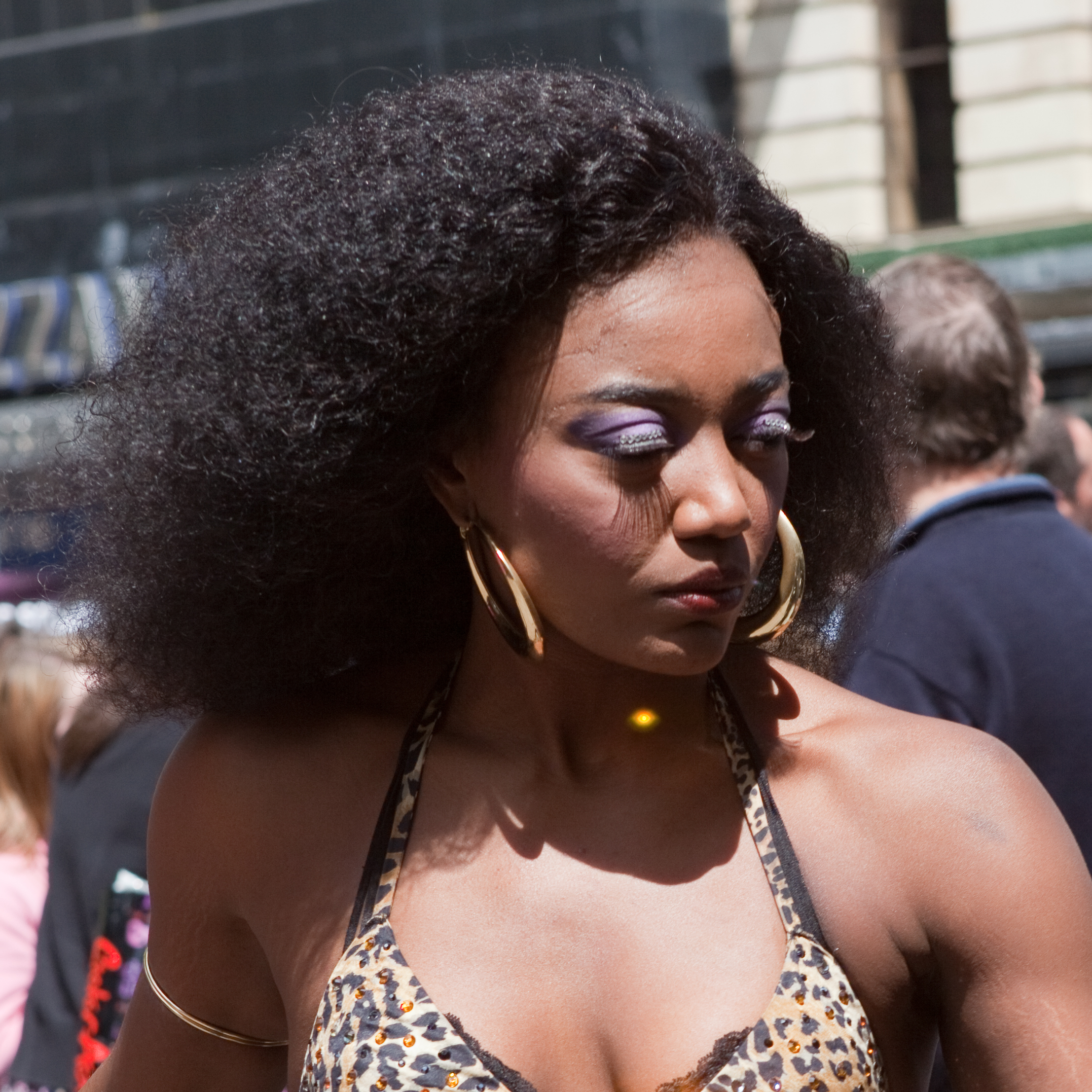
Patina Miller interpreta Daisy Grant
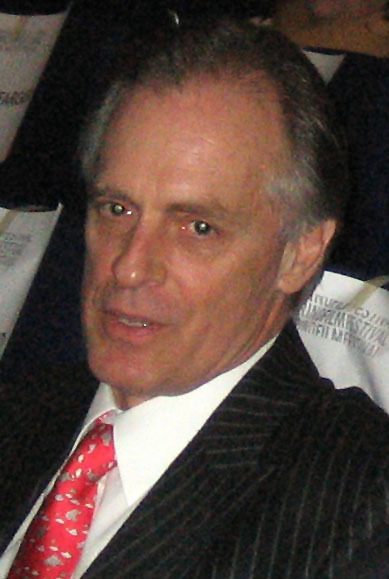
Keith Carradine interpreta Conrad Dalton
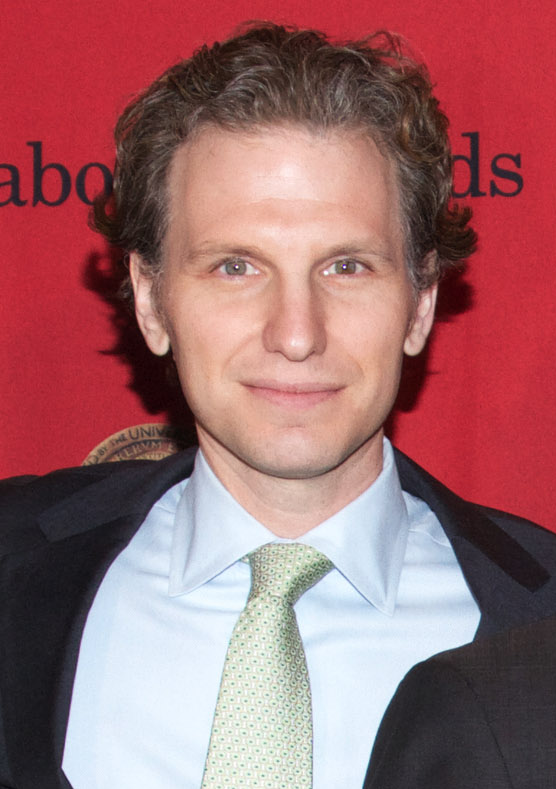
Sebastian Arcelus interpreta Jay Whitman
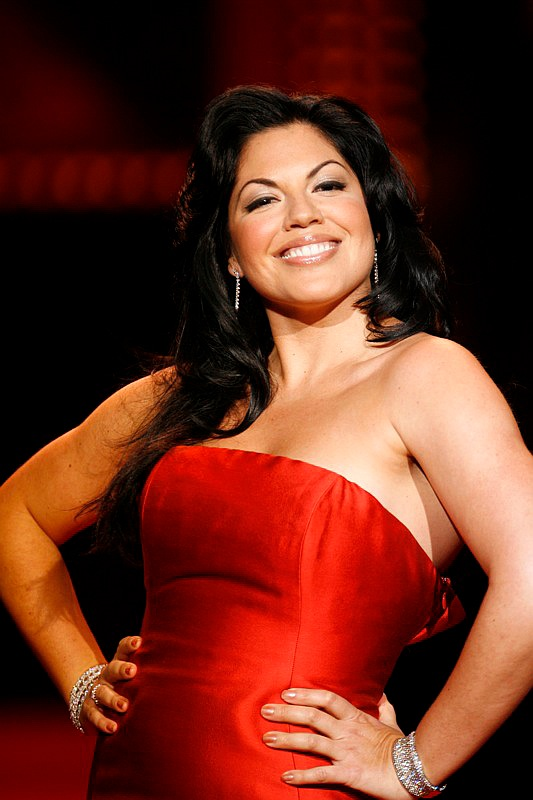
Sara Ramírez interpreta Kat Sandoval

### Personaggi ricorrenti
- Mike Barnow, interpretato da Kevin Rahm. Amico, avvocato e responsabile della campagna elettorale di Elizabeth
- Zahed Javani, interpretato da Usman Ally.
È il ministro degli esteri iraniano.
- Andrew Munsey, interpretato da Patrick Breen.
È il direttore della CIA.
- Ellen Hill, interpretata da Johanna Day.
Ammiraglio e donna politica.
- Fred Cole, interpretato da Dion Graham.
È il capo della sicurezza e la guardia del corpo di Elizabeth.
- Arthur Gilroy, interpretato da Josh Hamilton.
Impiegato trentanovenne della Microloan ed ex-fidanzato di Stevie.
- Mary Campbell, interpretata da Anna Deavere Smith.
Procuratore generale degli Stati Uniti.
- Isabelle Barnes, interpretata da Marin Hinkle.
Analista della CIA e amica intima di Elizabeth.
- Gordon Becker, interpretato da Mike Pniewski.
Segretario della difesa degli Stati Uniti.
- Darren Hahn, interpretato da Cotter Smith.
Supervisore della sicurezza nazionale.
- Juliet Humphrey, interpretata da Nilaja Sun.
Analista della CIA collega di Elizabeth nonché membro del colpo di stato in Iran.
- Craig Sterling, interpretato da Julian Acosta.
Ufficiale del Dipartimento della difesa e rivale di Elizabeth.
- Mark Delgado, interpretato da Alex Fernandez.
Vice presidente degli Stati Uniti.
- Louise Cronenberg, interpretata da Leslie Hendrix.
Procuratore generale degli Stati Uniti che sostituisce Mary Campbell.
- Senatore Carlos Morehon, interpretato da José Zuñiga.
- Dmitri Petrov, interpretato da Chris Petrovski (stagioni 2, 4; guest stagione 3), un capitano dell'esercito russo di 24 anni che ha studiato nel National War College. È stato reclutato dal Professor Henry McCord (a nome della DIA) per diventare una spia americana in cambio di assistenza medica per la sorella malata a Stoccolma, in Svezia. Dmitri viene catturato dai russi e alla fine viene scambiato con gli americani per un altro traditore dello stato. Dopo la sua cattura, Dmitri si sente abbandonato da Henry ed è molto arrabbiato e amareggiato nei suoi confronti. Viene inserito in un programma di protezione dei testimoni sotto il nome di Alexander (Alex) Mehranov. Nella quarta stagione, viene reclutato dalla CIA come analista. Inizia una relazione con Stevie McCord, ma si interrompe perché deve lasciare gli Stati Uniti.
- Will Adams, interpretato da Eric Stoltz, il fratello più giovane di Elizabeth McCord.
- Ming Chen, interpretato da Francis Jue. Ministro degli Esteri cinese e controparte di Elizabeth.
- Ellen Hill, interpretata da Johanna Day, un ammiraglio in pensione e Consigliere per la sicurezza nazionale. È stata la prima donna presidente dei capi di stato maggiore prima di essere nominata Consigliere della sicurezza nazionale.
- Senatore Bo Carpenter, interpretato da John Cullum. È il Capo della maggioranza del partito. Viene arrestato perché si scopre che forniva informazione ai russi.

## Produzione
La serie, ideata da Barbara Hall e co-prodotta da Morgan Freeman, fu annunciata per la prima volta nell'agosto del 2013, mentre il 27 gennaio 2014 ne fu confermata la produzione di un episodio pilota, la cui regia sarebbe stata affidata a David Semel.
Il 29 gennaio 2014 Téa Leoni fu ingaggiata per il ruolo della protagonista Elizabeth McCord; la serie segna il ritorno dell'attrice in televisione nei panni di un personaggio principale dopo sedici anni, ossia dal ruolo di Nora Wilde in The Naked Truth. Nel mese di febbraio furono ingaggiati Tim Daly e Geoffrey Arend, rispettivamente per i ruoli del marito e di un membro del suo staff, mentre il 5 marzo Patina Miller si unì al cast per la parte di Daisy Grant. Nel corso del mese di marzo furono ingaggiati anche Bebe Neuwirth e Erich Bergen, interpreti di Nadine Tolliver e Blake Moran, Evan Roe e Katherine Herzer, interpreti dei figli adolescenti della protagonista. Il 21 maggio 2014, Željko Ivanek, già ingaggiato come guest star del pilot, fu promosso a membro regolare del cast.
Dopo aver visionato il pilot, girato a New York nella primavera 2014, il 9 maggio 2014 la CBS annunciò la produzione di una prima stagione completa, il cui debutto televisivo venne fissato per il 21 settembre 2014.
Il 12 gennaio 2015 la serie è stata rinnovata per una seconda stagione. Il 25 marzo 2016 è stata annunciata la produzione di una terza stagione, trasmessa negli Stati Uniti dal 2 ottobre 2016. Il 23 marzo 2017 la serie è stata rinnovata per una quarta stagione. Il 18 aprile 2018 la CBS ha rinnovato la quinta stagione della serie, dove sono presenti nella première come special guest star Hillary Clinton, Madeleine Albright e Colin Powell, nel ruolo di loro stessi in quanto ex Segretari di Stato.
Il 9 maggio 2019 la serie viene rinnovata per una sesta ed ultima stagione di 10 episodi.